# New Story of Aura Battler DUNBINE
『New Story of Aura Battler DUNBINE』（ニュー ストーリー オブ オーラ バトラー ダンバイン）は、1988年に発表されたサンライズ製作の全3話のOVAシリーズ。

## 概要
全3巻で発売されたテレビアニメ『聖戦士ダンバイン』の総集編に収録された、同作の後日談に当たる作品である。しかしながら、作中の雰囲気は『聖戦士ダンバイン』とは異なり、より幻想的な雰囲気を全面に押し出した作風となっている。これは本作のメカニックデザインを担当し、模型雑誌『B-CLUB』誌上で連載された『AURA FHANTASM』で独自のダンバイン像を構築していた出渕裕の個性によるところが大きく、実質的に本作はそのアニメ化というべきものであった。

## あらすじ
バイストン・ウェル全土を巻き込んだオーラマシンによる未曾有の大戦乱から、700年が経過した。「黒騎士」と呼ばれ、バイストン・ウェル征服に燃えるラバーン・ザラマンドは、オーラバトラー「ズワウス」を駆り、配下の者と共に伝説の「バランバランの秘宝」を守護する一族を襲撃する。一族は敗れ、さらにその姫である少女レムル・ジルフィードと狩人の少年シオン・ザバがラバーンに捕われてしまう。レムルとシオンは、ミ・フェラリオのシルキー・マウに導かれてラバーンの城から脱出すると、「バランバランの秘宝」と呼ばれるオーラバトラー「サーバイン」のもとへ向かう。そして、ズワウスで追撃してきたラバーンを迎え撃つべく、シオンはサーバインを覚醒させる。

## 主要登場人物
シオン・ザバ
声 - 中原茂
バランバランに身を置く狩人の少年。生意気で無愛想な性格。不意打ちとはいえ、腕っぷしの強いガロウ・ラン達を剣や格闘で倒すなど身体能力は高い模様。ラバーンに捕われた際に謎のオーラ・バトラーを稼働させた（＝オーラを吸い取られて死ななかった）ことから聖戦士として認識される。サーバインを駆ってラバーンの野望に立ち向かう。『聖戦士ダンバイン』の主人公・ショウ・ザマの転生体。
レムル・ジルフィード
声 - 鷹森淑乃
バランバランの姫。リムル・ルフトの転生体。
シルキー・マウ
声 - 横沢啓子（現・よこざわけい子）
かつてアの国において地上人を召喚していたエ・フェラリオ。禁則を破った罰としてミ・フェラリオとなり転生。
メムノン
声 - 宮内幸平
バランバランの長老であり、レムルの教育係的存在。黒騎士の襲撃を逃げ延び、秘宝を守る為に生存者を集めて聖域に避難するがベラーナの砲撃により死亡する。
ラバーン・ザラマンド
声 - 速水奨
ズワウスを駆り「黒騎士」を名乗る男。その名の通り黒い甲冑に身を包み、手勢を率いてバイストン・ウェル征服を目論む。『聖戦士ダンバイン』の登場人物・バーン・バニングスの転生体。
ベラーナ・ガリアッハ
声 - 安達忍
ラバーン配下の赤い髪の女戦士。ボウガン・剣を使いこなす女傑。『聖戦士ダンバイン』の登場人物・ガラリア・ニャムヒーの転生体。
ガルー
声 -  郷里大輔
ラバーン配下の巨漢でガロウ・ラン。
ショット・ウェポン
声 - 田中正彦
かつてバイストン・ウェルでオーラ・マシンを生み出し、戦乱の根源を作った男。その罪により肉体が朽ち果てても死ぬことを許されず、700年もの間亡霊として彷徨っていた。ラバーンにズワウスを与えたのは再びバイストン・ウェルに戦乱を呼び、最終目的である死ぬことを成就させるためであった。地上からの遺物である核弾頭搭載のICBMを700年間保存していた。『聖戦士ダンバイン』から登場する人物。
ギー
声 - 加藤精三
聖戦士の帰還を信じ700年間ゲア・ガリングを守り続けていたロズン家の老戦士。シオンを聖戦士としてロズン城に迎える。ロズン城を襲撃したラバーン軍と一族を率いて戦うが、ズウワスの剣の下敷きとなり戦死する。
ボーゼ
声 - 江原正士
ロズン家の戦士。ギー戦死後はシオンに仕える。シオンに同行してラバーン城に夜襲をかける。待ち伏せをしていたガルー達に捕えられ、閉じ込められた水牢でモンスターに襲われ死亡。
オリン
声 - 若本規夫
ロズン家の戦士。シオンの協力を得る為にレムルを攫うがベラーナ率いるガロウ・ラン達に射殺される。
ミシュラン
声 - 大滝進矢
ロズン家の戦士。シオンに同行してラバーン城に夜襲をかける。

## 登場オーラ・バトラー
劇中に登場するオーラ・バトラーは出渕の描くイラストの様な重厚感・存在感を表現するため、ほとんどがハーモニー処理を使った止め絵で描かれている。ごくわずかに通常のセル画の動くシーンも存在するが、ロングアングルによる非常に小さいものである。
サーバイン
聖戦士シオンが駆る、バランバランの民によって700年間守られていた伝説のオーラ・バトラー。ゲドとダンバインの中間に位置する機体で、莫大なオーラ力を必要とするためにショットにより封印されていた。武装は手持ちの剣オーラ・ソードのみで、火器類は遺されていなかった。
ズワウス黒騎士ラバーンの駆る漆黒のオーラ・バトラー。ショットがズワァースをベースに新たに開発した機体で、最大の特徴は背部の蝙蝠を彷彿とさせる巨大な翼と尻尾である。
ちなみに「ズワウス」とはバイストン・ウェルに生息する竜「ドラウゲン」の中でも、最も邪悪な竜に与えられる呼び名である（ドラウゲンの設定は『AURA FANTASM』のみの設定であり、『聖戦士ダンバイン』には存在しない）。
“名無し”のオーラ・バトラー
黒騎士ラバーンが所有する赤いオーラ・バトラー。聖戦士の選別に利用され、不適格な搭乗者の生命を次々と吸い尽くし、死に追いやってきた。シオンの手により駆動するがその後の消息は不明。外形はオーラボム・タンギーに類似した、四つ足の甲殻類の趣き。名無しの理由は出渕裕曰く「気に入ってたのに動かないで終わってしまった。くやしいから名前は付けない」という意向によるもの。

## スタッフ
- 原作・監修 - 富野由悠季
- 監督 - 滝沢敏文
- 脚本 - 五武冬史
- キャラクターデザイン - 幡池裕行
- メカニックデザイン - 出渕裕
- 作画監督 - 谷口守泰
- メカ作監 - 吉田徹
- 美術監督 - 平川栄治
- 音響監督 - 藤野貞義
- 音楽 - 小六禮次郎

2020年に大張正己が自身のTwitterで明かしたところによれば、当時は大貫健一と共に作画監督（大張がメカ、大貫がキャラ）としての参加を依頼されていたが、タイミングが合わず実現しなかったという。

## 主題歌
※キングレコード（スターチャイルドレーベル）から発売された。
「Last No」（第1話）
作詞・作曲・歌 - 辛島美登里 / 編曲 - 戸塚修
「モノローグを染めて」（第2話、第3話）
作詞・作曲・歌 - 辛島美登里 / 編曲 - 戸塚修

## 発売リスト
- 『聖戦士ダンバインI 鳳麟の章』＋『New Story of Aura Battler DUNBINE 復活』 発売日：1988年2月25日
- 『聖戦士ダンバインII 天魔の章』＋『New Story of Aura Battler DUNBINE 七百年の野望』 発売日：1988年5月25日
- 『聖戦士ダンバインIII 羇愁の章』＋『New Story of Aura Battler DUNBINE 地上に近き者』 発売日：1988年8月25日

## ゲーム作品
ゲーム作品では、「スーパーロボット大戦シリーズ」や『サンライズ英雄譚』などに登場。
『スーパーロボット大戦T』以前の作品では、主に『聖戦士ダンバイン』のキャラクター用の乗り換え機体として本作の機体が登場していた。『スーパーロボット大戦COMPACT3』や、『スーパーロボット大戦T』以降の作品ではキャラクターやストーリーも取り扱われている。
- スーパーロボット大戦シリーズ
  - 第4次スーパーロボット大戦（1995年3月17日、機体のみ）
  - スーパーロボット大戦64（1999年10月29日、機体のみ）
  - スーパーロボット大戦COMPACT2 第3部:銀河決戦篇（2001年1月18日、機体のみ）
  - スーパーロボット大戦COMPACT3（2003年7月17日）
  - スーパーロボット大戦Operation Extend（2013年9月26日、機体のみ、ダウンロードコンテンツ）
  - スーパーロボット大戦BX（2015年8月20日、機体のみ）
  - スーパーロボット大戦X（2018年3月29日、機体のみ）
  - スーパーロボット大戦T（2019年3月20日）
  - スーパーロボット大戦X-Ω（2019年9月9日、期間限定）
  - スーパーロボット大戦DD（2020年7月22日）
- サンライズ英雄譚（1999年12月2日）